# Isaac Gálvez
Pour les articles homonymes, voir Gálvez.
Gálvez  López est un nom espagnol. Le premier nom de famille, en général paternel, est Gálvez ; le second, en général maternel, souvent omis, est López.
Isaac Gálvez (né le 20 mai 1975 à Vilanova i la Geltrú et mort à Gand le 26 novembre 2006) est un coureur cycliste espagnol. D'un gabarit plutôt léger (1,78m pour 68 kg), il était spécialisé dans le sprint. 

## Biographie
Isaac Gálvez est issu d'une famille de cyclistes. Sa sœur Débora a également été professionnelle entre 2004 et 2012.
Spécialiste de l'américaine, dont il est champion du monde avec Joan Llaneras en 1999, Gálvez fait ses débuts professionnels sur route en 2000 au sein de l'équipe espagnole Kelme-Costa Blanca, où il remporte au sprint quelques courses, majoritairement en Espagne. 
En 2004, il rejoint la prestigieuse équipe de José Miguel Echavarri Illes Balears, l'ancienne Banesto. Il y occupe également le rôle de sprinteur principal, dans une équipe de grimpeurs-puncheurs, avec le même succès. En 2006, il est de nouveau champion du monde de l'américaine avec Llaneras.
Le dimanche 26 novembre 2006, alors qu'il participe aux Six jours de Gand avec son compatriote Llaneras, Isaac Gálvez chute lourdement après un contact avec Dimitri De Fauw et heurte une balustrade. Il est réanimé sur place mais décède lors de son transfert à la clinique de Gand. L'Espagne perd, après Mariano Rojas et Ricardo Otxoa, un autre de ses bons coureurs. De Fauw se suicide en novembre 2009, après plusieurs années de dépression.

## Palmarès sur route

### Palmarès amateur
- 1994
  - 2ea étape de la Cinturón a Mallorca
- 1998
  - Trofeu Joan Escolà
  - 5e étape de la Cinturón a Mallorca
- 1999
  - 1re étape du Tour d'Alicante
  - Trofeu Joan Escolà
  - 4e étape du Tour de Tolède
  - Prologue et 4e étape de la Rutas del Vino

### Palmarès professionnel
| - 2000 - Clásica de Almería - 2001 - 2e étape du Grand Prix du Portugal - 2e étape du Tour de l'Alentejo - 2e du Trofeo Alcudia - 2002 - Trofeo Palma de Mallorca - 2e du Trofeo Alcudia - 2003 - Trofeo Palma de Mallorca - 2e du Trofeo Soller - 2004 - 3e étape de la Semaine catalane - 2e étape du Tour de Castille-et-León (contre-la-montre par équipes) - 7e étape du Tour de Catalogne | - 2005 - 1re étape du Critérium international - 2e du Trofeo Palma de Mallorca - 2e du Trofeo Alcudia - 2e du Trophée Luis Puig - 2006 - Trofeo Palma de Mallorca - Trofeo Cala Millor - 5e étape des Quatre Jours de Dunkerque |

### Résultats sur les grands tours

#### Tour de France
2 participations
- 2005 : abandon (8e étape)
- 2006 : abandon (12e étape)

#### Tour d'Italie
3 participations
- 2002 : 121e
- 2003 : abandon (13e étape)
- 2005 : 131e

### Classements mondiaux
| Année              | 2005 | 2006 |
| ------------------ | ---- | ---- |
| Classement ProTour | 154e | 141e |

## Palmarès sur piste

### Jeux olympiques
- Sydney 2000
  - 13e de l'américaine (avec Joan Llaneras)

### Championnats du monde
| - Manchester 1996 - 8e de l'américaine - Berlin 1999 - Champion du monde de l'américaine (avec Joan Llaneras) - Manchester 2000 - Médaillé d'argent de l'américaine (avec Joan Llaneras) | - Anvers 2001 - Médaillé d'argent de l'américaine (avec Joan Llaneras) - Ballerup 2002 - 5e de l'américaine - Bordeaux 2006 - Champion du monde de l'américaine (avec Joan Llaneras) |

### Championnats nationaux
| - 1992 - 2e du championnat d'Espagne de vitesse juniors - 2e du championnat d'Espagne du kilomètre juniors - 1993 - Champion d'Espagne de vitesse juniors - 2e du championnat d'Espagne du kilomètre juniors - 1994 - 2e du championnat d'Espagne de poursuite par équipes - 1995 - Champion d'Espagne de poursuite par équipes - 1996 - 2e du championnat d'Espagne de poursuite par équipes - 3e du championnat d'Espagne de poursuite - 1997 - Champion d'Espagne de vitesse par équipes - Champion d'Espagne de poursuite par équipes | - 1998 - Champion d'Espagne de l'américaine (avec Xavier Florencio) - 2e du championnat d'Espagne de vitesse par équipes - 2e du championnat d'Espagne de poursuite par équipes - 1999 - Champion d'Espagne de poursuite par équipes - 3e du championnat d'Espagne de course aux points - 2000 - Champion d'Espagne de poursuite par équipes - 3e du championnat d'Espagne de course aux points - 2001 - 3e du championnat d'Espagne de course aux points |